# Runaway (série télévisée)
Pour les articles homonymes, voir Runaway.
Runaway est une série télévisée américaine en neuf épisodes de 42 minutes, créée par Chad Hodge et dont seulement trois épisodes ont été diffusés entre le 25 septembre et le 15 octobre 2006 sur le réseau The CW.
Cette série a été diffusée en Suisse depuis le 28 août 2008 sur la chaîne romande TSR1, en France sur TF1 à partir du 19 octobre 2008, et en Belgique depuis le 27 juin 2009 sur La Deux.

## Synopsis
Afin de prouver l'innocence du père accusé de meurtre, les membres d'une famille deviennent des fugitifs...

## Distribution

### Acteurs principaux
- Donnie Wahlberg (VF : Thierry Ragueneau) : Paul Rader
- Leslie Hope (VF : Véronique Augereau) : Lily Rader
- Dustin Milligan (VF : Damien Ferrette) : Henry Rader
- Sarah Ramos (VF : Adeline Chetail) : Hannah Rader
- Nathan Gamble (VF : Delphine Braillon) : Tommy Rader
- Karen LeBlanc (VF : Pascale Vital) : agent Angela Huntley
- Susan Floyd (VF : Laurence Bréheret) : Gina Bennett

### Acteurs secondaires
- Leah Renee Cudmore (en) (VF : Sauvane Delanoë) : Amber
- Craig Olejnik (VF : Sébastien Finck) : Jake Bennett
- Raoul Bhaneja (en) (VF : Marc Saez) : agent Raj Rao
- Melanie Merkosky (VF : Karline Heller) : Sam
- Niamh Wilson (VF : Clara Quilichini) : Susie
- Benz Antoine (en) (VF : Frantz Confiac) : Vic
- Sandrine Holt (VF : Anneliese Fromont) : Erin Baxter
- Aaron Abrams (VF : Fabien Jacquelin) : Tannen
- Paula Boudreau (VF : Malvina Germain) : Mary Sullivan
- Andrew Lawrence : Brady Sullivan
- Kristen Hager : Kylie
- Jamie Ferenczi : infirmière
- Shawn Christian : Dr Fisher
- Liam Kishinevsky : Big Kid
- Robbie Amell : Stephen
- Steven Yaffee : Carl
- David Newsom (en) : Randy
- Torrey DeVitto : Reese

## Épisodes
1. La Traque (Pilot)
2. Secrets de famille (Identity Crisis)
3. Retour à Washington (Mr. Rader Goes to Washington)
4. Une amie qui vous veut du bien (Homecoming)
5. Père et fils (Father Figure)
6. Amour impossible (Liar, Liar)
7. Liaisons secrètes (Turn, Turn, Turn)
8. Le danger se rapproche (There's No Place Like Home)
9. Fin de partie (End Game)